# فيليس لامبرت
فيليس لامبرت هي مهندسة معمارية كندية، ولدت في 24 يناير 1927 في مونتريال في كندا.

## وصلات خارجية
- فيليس لامبرت على موقع IMDb (الإنجليزية)
- فيليس لامبرت على موقع مونزينجر (الألمانية)